# Gora Varsanof’evoj
Gora Varsanof’evoj (englische Transkription von russisch Гора Варсанофьевой Gora Warsanofjewoi, deutsch ‚Warsanofjewas Berg‘) ist ein Nunatak in den Prince Charles Mountains des ostantarktischen Mac-Robertson-Lands. In der Aramis Range ragt er südwestlich des Battye-Gletschers auf.
Russische Wissenschaftler benannten ihn. Der weitere Benennungshintergrund ist nicht überliefert.